# Johann Veit
Johann Veit (Berlino, 17 giugno 1852 – Wernigerode, 2 giugno 1917) è stato un ginecologo tedesco.

## Biografia
Era il figlio dell'ostetrico e ginecologo Gustav Veit (1824-1903). Nel 1874 ha conseguito la laurea in medicina presso l'Università Humboldt di Berlino, e nel 1879 divenne assistente medico presso l'Università Frauenklinik. Da studente, ha lavorato come medico durante la guerra franco-prussiana.
Nel 1893 ha conseguito il titolo di professore (professore associato), in seguito è stato professore presso le università di Leida (1896), Erlangen (1902) e Halle (1904). A Halle ha servito come rettore dell'università nel 1911-1912.
Veit è rinomato per l'adattamento dell'immunologia nel campo della ginecologia. Ebbe un notevole successo nel trattamento del cancro con radio, ed è stato coinvolto nell'insegnamento degli infermieri e ostetrici provenienti dalle colonie tedesche e dagli ospedali diaconali del Medio Oriente.
Durante la sua permanenza a Berlino, Veit ha lavorato a stretto contatto con il ginecologo Carl Arnold Ruge (1846-1926), nella definizione standard di istopatologia ginecologica, coinvolgendo in particolare la messa a punto della diagnostica microscopica per la diagnosi precoce e l'analisi dei carcinomi dell'utero.
Le sue opere scritte si basavano sull'apparato riproduttivo femminile, sulle malattie ginecologiche e sulla gravidanza ectopica. Con Robert von Olshausen (1835-1915), e Karl Schroeder e stato co-editore di Lehrbuch der Geburshülfte.